# Stadtilm
Stadtilm é uma cidade da Alemanha localizada no distrito de Ilm-Kreis, estado da Turíngia. Está  situada as margens do rio Ilm, 15 km a nordeste de Ilmenau e 11 km a sudeste de Arnstadt. Em julho de 2018, o antigo município de Ilmtal foi incorporado a Stadtilm.